# 废止论
废止论（英語：Nullification）在美国宪政历史中，是一种州有权废止与联邦宪法（也与州宪法）相抵触的法律。废止论之理论从未被联邦法院支持。
废止论的理论基础在于一种观点，即各州基于互相之间的协议（或“契约”）而成为联邦，并且各州作为联邦政府的创建者，各州有权决定联邦政府的权力范围。按这样的契约论，各州而非联邦最高法院拥有关于联邦政府权力范围的最终解释权。按这种理论，各州于是可以废止那些各州认为超越宪法授权的联邦法律。干涉论相关的观点在于，当州认为联邦政府之立法违宪时， 州有权利且有义务干涉并介入。托马斯·杰斐逊和詹姆斯·麦迪逊通过1789年的《肯塔基和弗吉尼亚决议》创制了废止论和干涉论。
包括联邦最高法院在内的州法院和联邦法院，不断否决废止论。法院以《宪法》的“最高条款”判定，联邦法律高于州法律，并且根据《宪法》第三条，联邦法院拥有对《宪法》的最终解释权。因此，最终有权决定联邦法律的合宪性在于联邦法院，而非各州，各州并未拥有废止联邦法律的权力。
在1798年到1861年美国南北战争战前，一些州以此威胁或试图废止某些联邦法律。所有这些努力都不合法。《肯塔基和弗吉尼亚决议》被其他各州所拒斥。美国最高法院在19世纪的一系列判例中拒绝废止论，包括 Ableman v.Booth 案中 拒绝了Wisconsin尝试废止《逃奴法》的声张。南北战争终结了大部分废止论的企图。
在1950年代，南方各州曾尝试使用废止论和干涉论来阻止其学校进行（种族）整合。最高法院在 Cooper v. Aaron案中明示，各州无权废止联邦法律，因而南方各州遭遇失败。

## 延伸閱讀
- Ableman v. Booth （页面存档备份，存于）, 62 U.S. 506 (1859)
- Anderson, Frank Maloy. . American Historical Review. 1899: 45–63, 225–244. 缺少或|title=为空 (帮助)
- Bush v. Orleans Parish School Board （页面存档备份，存于）, 188 F. Supp. 916 (E.D. La. 1960)
- Cooper v. Aaron （页面存档备份，存于）, 358 U.S. 1 (1958)
- Elliot, Jonathan.  4 expanded 2nd. Philadelphia: Lippincott. 1907: 532–539 [1836].
- Kentucky Resolutions of 1798
- Kentucky Resolutions of 1799
- Madison, James "Notes, On Nullification" （页面存档备份，存于）, Library of Congress, December, 1834
- Virginia Report of 1800 （页面存档备份，存于）
- Virginia Resolutions of 1798
- Wood, Walter. . Washington, DC: University Press of America. 2008. ISBN 978-0-7618-4011-4.
- Woods, Thomas E. . Washington, DC: Regnery. 2010. ISBN 1-59698-149-0.

## 外部連結
- 2010 State-by-State Nullification Efforts  （页面存档备份，存于）
- South Carolina Ordinance of Nullification, November 24, 1832
- Nullification Revisited （页面存档备份，存于）, An article examining the constitutionality of nullification (from a favorable aspect, and with regard to both recent and historical events)
- Nullification Overview （页面存档备份，存于）, A research paper examining nullification bluntly (from a student perspective, and keeping other events in mind.)
- Know Your States' Rights, Review of historian Thomas Woods' book on the subject in the American Conservative